# Egor Letov
Egor Letov de son vrai nom Igor Fiodorovitch Letov (en russe : И́горь Фёдорович Ле́тов), né le 10 septembre 1964 à Omsk en URSS et mort le 19 février 2008 dans la même ville, est un chanteur et auteur-compositeur soviétique et russe,. Il est fondateur et leader du groupe rock Grajdanskaïa Oborona souvent considéré comme le père du punk rock russe,.

## Biographie
Fils de Fiodor Letov (1926-2018), un militaire, vétéran de la Seconde Guerre mondiale, et de son épouse Tamara née Martémianova (1935-1988), Egor Letov naît à Omsk. Après ses études secondaires en 1982, il déménage chez son frère Sergueï dans l'oblast de Moscou et intègre une école du bâtiment et des travaux publics. Il sera expulsé en raison des mauvaises notes en 1983 et retourne à Omsk. Il fonde avec Konstantin Riabinov son premier groupe musical appelé Possev en référence à une revue clandestine éditée par l'Union des solidaristes russes. 
Il monte sur scène pour la première fois à la fin du 1983, au sein de l'ensemble musical réuni par Sergueï Kouriokhine au théâtre de l'Institut d'ingénierie physique de Moscou. En novembre 1984, il fonde le groupe rock Grajdanskaïa Oborona. Il se lie avec l'artiste Yanka Diaguileva dont il enregistre les trois premiers albums. Ensemble, ils participent notamment au festival du rock de Simferopol en Crimée en 1987. En 1990, il fonde avec Kuzya Waugh le groupe Egor i Opizdenevshie qui se sépare en 1993 après deux albums. 
En 1994-1998, l'artiste a soutenu le Parti national-bolchévique.
Egor Letov meurt d'un arrêt cardiaque le 19 février 2008. Il est enterré à Omsk, au vieux cimetière de l'Est, auprès de sa mère.

## Discographie
- Champ expérimental russe (CDMAN020-98, enregistrement de Sergueï Firsov, décembre 1988), album acoustique, réédité en 2005.
- Les sommets et les racines - 1989,  en 2005, 2006 et 2016.
- Tout comme chez tout le monde - 1989, réédité en 2001, 2005, 2006, 2016.

Albums Live:
- La Fête était finie - 1990, réédité en 2018.
- Le concert dans la ville héros de Léningrad (acoustique, Egor Letov) - 1994 (CDMAN003-96, enregistrement de Sergueï Firsov au Palais de la jeunesse de Saint-Pétersbourg, 1994), réédité dans les années 2000.
- Egor Letov, concert au Palais des sports Krylia Sovetov - 1997 (vidéo)
- Egor Letov, concert au club de rock Polygone (Saint-Pétersbourg) - 1997 (uniquement sur bande magnétique)
- Frères Letov (avec Sergueï Letov), Enregistré lors du concert au club de rock Project OGI (Moscou), Communisme, DC. - 2002
- Egor Letov, GO, The Best (collection de morceaux de concerts au club de rock Polygone de Saint-Pétersbourg) - 2003
- Orange Acoustique - 2006, réimprimé en 2011.

Collection:
- Musique de printemps - 1989